# Йог-Сотот

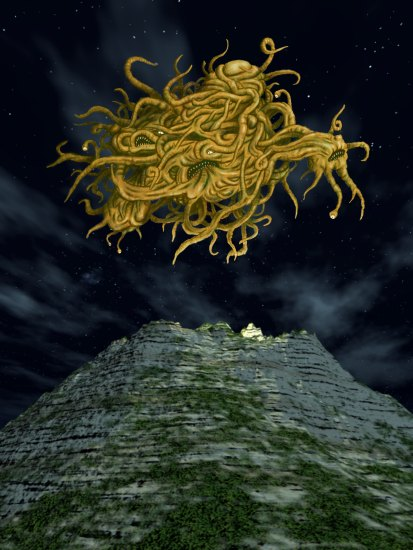
Сын Йог-Сотота из рассказа «Ужас Данвича» в представлении художников.

Йог-Сото́т (англ. Yog-Sothoth) — вымышленное божество в произведениях американского писателя Говарда Филлипса Лавкрафта и последователей «Мифов Ктулху». Впервые Йог-Сотот упоминается в романе «Случай Чарльза Декстера Варда». Это Древний бог, обитающий вне нашего мира, вне пространства и времени, ему ведомо прошлое, настоящее и будущее. По своей сути, Йог-Сотот является олицетворением страхов на метафизическом уровне. Предположительно, Йог-Сотот заперт за пределами Вселенной, в которой мы живём, а все происходящие в нём события лишь миг для него. Мистики говорят о Йог-Сототе, как о всезнающем божестве, «Хранителе Врат» меж мирами, который сам является и «Вратами», и «Ключом». Персонажи Лавкрафта произносят имя Йог-Сотота, как элемент защитного заклинания или для обозначения сверхъестественных явлений.

## Йог-Сотот в творчестве Лавкрафта
Лавкрафт всего несколько раз упоминает Йог-Сотота, но ни разу не использует точные слова, которые хотя бы как-то уточняют его вид. Лавкрафт описывает только неоднозначные мифы, а его роль остаётся тайной. В произведениях повторяются лишь общие сведения: это космическая сущность, что представляет собой воплощение всего невообразимого, выходящего за рамки нашего восприятия и известного нам мира. Мистик Ибн-Шакабао написал в древней книге заклинание для призыва Йог-Сотота, называя его: «Тот, кто заглянет в Прошлое». Старый Уэйтли называл его «Ключ и стража врат». Мудрецы говорят, что Йог-Сотот олицетворяет собой часть процесса мироздания. Увидеть его или узнать слишком много о нём — значит навлечь на себя беду.    
Впервые Йог-Сотот упоминается в романе «Случай Чарльза Декстера Варда» (1927): доктор Вилетт использует имя Йог-Сотота, как элемент могущественного заклинания, совершая круговые движения указательными пальцами обеих рук. В дневнике вампира Карвена изображена парная формула Йог-Сотота, состоящая из двух столбцов: «Голова дракона» и «Хвост дракона». Это всезнающее божество, которое знает прошлое, настоящее и будущее. Йог-Сотот соприкасается со всем временем и пространством, но предположительно заперт за пределами Вселенной, в которой мы живём. Джозеф Карвен пишет в письме Саймону Орну, что нашёл ключ для призыва Йог-Сотота в книге «Liber-Damnatus» Ибн Шакабао:   

Но я не готов к суровой участи, как я говорил, и долго искал каким путём возвратиться после гибели. Прошлой ночью я напал на слова, призывающие ЙОГ-СОТОТА, и в первый раз узрел сей лик, о коем говорит Ибн Шакабао: И ОН упомянут в IX псалме в его "Книге Проклятых", что содержит ключ. Когда Солнце перейдёт в пятый дом, а Сатурн окажется в благоприятном положении, начерти пентаграмму огня и трижды произнеси IX стих. Повторяй сей стих каждый раз в Страстную Пятницу и в канун Дня Всех Святых, и предмет сей зародится во Внешних сферах. И из семени Древнего возродится «Тот, кто заглядывает в Прошлое», хотя и не ведает что ищет.Оригинальный текст (англ.)"But I am not unreadie for harde ffortunes, as I haue tolde you, and haue longe work’d upon ye Way of get’g Backe after ye Laste. I laste Night strucke on ye Wordes that bringe up YOGGE-SOTHOTHE, and sawe for ye firste Time that fface spoke of by Ibn Schacabao in ye ——. And IT said, that ye III Psalme in ye Liber-Damnatus holdes ye Clauicle. With Sunne in V House, Saturne in Trine, drawe ye Pentagram of Fire, and saye ye ninth Uerse thrice. This Uerse repeate eache Roodemas and Hallow’s Eue; and ye Thing will breede in ye Outside Spheres.     And of ye Seede of Olde shal One be borne who shal looke Backe, tho’ know’g not what he seekes".

В рассказе «Ужас Данвича» (1928) на миг в небе появляется некая сущность и, вероятно, это самый известный случай, когда в наш мир проник Древний бог. Старый Уэйтли исполнил особый ритуал из «Некрономикона», что позволяет открыть врата существам из Иного мира. Его дочь Лавиния родила близнецов, наделённых силой Йог-Сотота, которые имели аномальную структуру тела, ужасный запах и признаки, характерные для чудовищ, описанных в «Некрономиконе». В своей нечеловеческой природе Уилбур Уэйтли имел чешуйчатую оболочку и щупальца, торчащие из живота. Его невидимый брат-близнец был размером с дом, имел множество глаз, желеобразное тело, похожее на куриное яйцо с дюжиной ног, оно напоминало осьминога и сороконожку. Йог-Сотот имеет с ними некоторую связь, природа которой неизвестна. Тем не менее, они, вероятно, каким-то образом связаны с ним, поскольку Уилбур Уэйтли, получеловек, пытался призвать существ Извне, которые уничтожат все человечество, а также способны заставить гигантского брата-близнеца воспроизводиться. Старый Уэйтли говорит о Йог-Сототе следующее:  

Йог-Сотот знает Врата. Йог-Сотот и есть Врата. Йог-Сотот это и Страж врат и Ключ к ним. Прошлое, настоящее и будущее слились воедино в нём. Он знает, где Древние совершили прорыв в прошлом, и где Они явятся вновь. Он знает, где Они ступали по Земле, и где Они всё ещё ступают, и почему никто не может увидеть Их там. Обиталище Их как раз там, где порог, что ты охраняешь. Йог-Сотот - вот ключ к тем воротам, где встречаются сферы. Оригинальный текст (англ.)"Yog-Sothoth knows the gate. Yog-Sothoth is the gate. Yog-Sothoth is the key and guardian of the gate. Past, present, future, all are one in Yog-Sothoth. He knows where the Old Ones broke through of old, and where They shall break through again. He knows where They have trod earth’s fields, and where They still tread them, and why no one can behold Them as They tread...Yog-Sothoth is the key to the gate, whereby the spheres meet".

В повести «Хребты Безумия» (1931) студент теряет рассудок и твердит о Йог-Сототе и прочем, когда видит нечто в облаках над руинами древнего города. В повести «Шепчущий во тьме» фольклорист говорит о мифах в «Некрономиконе», что описывают эпохи, предшествующие появлению человека на Земле — циклах Йог-Сотота и циклах Ктулху. 
В рассказе «Ужас в музее» (1932) Йог-Сотот описывается как собрание (мешанина) множества светящихся как солнце шаров:

Перед глазами возникли гибельные очертания таинственного Йог-Сотота — беспорядочное нагромождение переливающихся шаров, исполненных космической угрозы.Оригинальный текст (англ.)"Imagination called up the shocking form of fabulous Yog-Sothoth—only a congeries of iridescent globes, yet stupendous in its malign suggestiveness".

В рассказе «Врата серебряного ключа» (1934) Лавкрафта и Хоффмана Прайса описана космическая природа Йог-Сотота, которому поклоняются ракообразные Юггота, и называют его «Находящийся-за-Краем» (англ. Beyond-One):

Это было Всё-в-Одном и Одно-во-Всём безграничном Бытие, — не просто суть единого пространственно-временного континуума, но и вкупе с абсолютной животворящей сущностью всего безграничного бытия — последний, всеобъемлющий, не имеющий границ, превосходящий любые фантазии и расчёты математики. Возможно, он был тем, кого древние тайные культы Земли шёпотом назвали ЙОГ-СОТОТ, и был известен под именами других божеств; которому поклонялись ракообразные инопланетяне с Юггота как Находящемуся-за-Краем, и кого летучие разумы из спиральных туманностей знают по непереводимому Знаку.Оригинальный текст (англ.)"It was an All-in-One and One-in-All of limitless being and self—not merely a thing of one Space-Time continuum, but allied to the ultimate animating essence of existence's whole unbounded sweep—the last, utter sweep which has no confines and which outreaches fancy and mathematics alike. It was perhaps that which certain secret cults of earth have whispered of as YOG-SOTHOTH, and which has been a deity under other names; that which the crustaceans of Yuggoth worship as the Beyond-One, and which the vaporous brains of the spiral nebulae know by an untranslatable Sign".

В рассказе «Обитающий во Тьме» (1936) писатель взывает к Йог-Сототу и видит «Трёхдольчатый горящий глаз».

## Йог-Сотот в произведениях других писателей

Кеннет Грант предположил, что описание Лавкрафтом Йог-Сотота как конгломерата «злокачественных сфер», возможно, было вдохновлено сферами Клипота

Последователи «Мифов Ктулху» эксплуатировали Древних богов Лавкрафта и дополняли разнообразные описания Йог-Сотота в своих произведениях.

### Афоргомон
Кларк Эштон Смит описывает Афоргомона в своих произведениях, который по спорному утверждению, является воплощением Йог-Сотота. Афоргомон — бог времени, повелевающий пространством, сверхсущество, почитаемое во многих народах. О его внешности ничего не известно, потому что Афоргомон показывается только тем, кто разгневал его, а после его появления прогневавшие уже ничего не могут рассказать. Известно, однако, что его появление сопровождается слепящим светом. Афоргомон — смертельный враг Ксексанота, одного из Внешних богов (англ. Outer Gods), придуманных Смитом.  
В письме от Смита к Лавкрафту, им была описана схема родового древа божеств. Смит приписал богам семейные отношения — например, сделал Наг и Йеб прародителями Ктулху, а его кузеном стал Йог-Сотот. Смит пишет, что это всезнающий бог, он знает тайны Древних (англ. Old Ones), своей силой своей едва ли не превосходящий Азатота, а мудростью — Йига . 
Лавкрафт в письме к Кларку Эштону Смиту («Письмо 617» в «Избранных письмах») описал генеалогическое древо Азатота. Данная идея не была использовано в его творчестве. В этой схеме, Йог-Сотот — потомок Безымянной мглы, что происходит от Азатота. Йог-Сотот породнился с Шуб-Ниггурат, чтобы произвести двойных божеств Наг и Йеб, в то время, как Наг произвел на свет Ктулху посредством партеногенеза. 

### Затаившийся у порога
В повести «Затаившийся у порога» Августа Дерлета и Говарда Лавкрафта, герой называет Йог-Сотота как «Затаившийся у порога» (англ. Lurking in the Threshold). Герой говорит, что Йог-Сототу вообще не известно про существование времени и пространства, и описывает его следующими словами: 

«…огромные шары света, массой двигавшиеся к отверстию; когда лопнул один шар, то из него потекла протоплазма, чёрная плоть, соединявшаяся воедино, формируя то отвратительное ужасное существо из космоса, исчадие тьмы доисторических времён, аморфное чудище со щупальцами, таившееся у порога, чьё обличье состояло из мешанины шаров; несущего погибель Йог-Сотота, пенящегося, как первобытная слизь в молекулярном хаосе, вечно за пределами бездонных глубин времени и пространства».— «Затаившийся у порога» Август Дерлет

### Умр-ат-Тавил
В рассказе «Врата серебряного ключа» Хоффмана Прайса и Лавкрафта, персонаж Рэндольф Картер называет имя Йог-Сотот и Умр-ат-Тавил в одном смысле. В арабском языке имя должна быть Тавиль-ат-Умр. Подобную ошибку применил Фрэнк Герберт с «Дар-эс-Балат» (верно Дар-эль-Балат). Лавкрафт ни разу не использовал примеры на арабском языке. Умр-ат-Тавил самый Древний, Древнейший из Живущих, Всесодержащий — это, предположительно, воплощение Йог-Сотота, но доказательство тому нет. Йог-Сотот властвует вне пространства и времена за Воротами Серебряного Ключа, над всемогущими Древними богами, обитающими там. Тавил ат-Умр считается благодушным богом, в отличие от злого проявления Афоргомона, и даже помогает главному герою. 
Йог-Сотот описывается как человекоподобное существо под странной, пенистой вуалью. Если он решает снять вуаль, то тот, кто посмотрит на него, сойдёт с ума. На его космическую природу намекает этот отрывок из рассказа «Врата серебряного ключа»:

Безграничное Бытие воплощало Всё-в-Одном и Одно-во-Всём, о котором ему поведали волны. Оно заключало в себе не только время и пространство, но и весь универсум с его безмерным размахом, не знающим пределов, и превосходящим любые фантазии и расчёты математиков и астрономов. Возможно, в древности жрецы тайных культов называли его Йог-Сототом и шёпотом передавали из уст в уста это имя, а похожим на раков инопланетянам с Юггота он был известен как На-ходящийся-за-Краем. Его летучих вестников со спиралевидными мозгами узнавали по непереводимому знаку, но Картер понимал, сколь относительны и неточны все эти определения.— «Врата серебряного ключа» Хоффман Прайс

### Другие
- Андерс Фейджер, шведский писатель ужасов, в рассказе «Путешествие бабушки» (англ. Mormors resa) описывает племя существ, похожих на собак или волков (аналог «гулей» из мифов Лавкрафта), которые приносили людей в жертву Йог-Сототу, чтобы стать «другим». В рассказе «Артефакт герра Геринга» Фейджера Йог-Сотот призван защитить пару ведьм от отца Дагона.
- В цикле рассказов Джона Джейкса про похождения Брэка-варвара, написанных в жанре «меча и магии», ключевую роль играет верховное божество зла Yob-Haggoth, в русском переводе Йог-Саггот.
- «Взгляды» Аттанасио
- «Церковь на Хай-стрит» Рэмси Кэмпбелл
- «Зот Оммог» Лин Картер
- «Некрономикон: Книга мертвых имен» Хэй
- «Вне кругов времени» Грант
- «Заявление некоего Джона Гибсона» Брайан Ламли
- «Перевоплощение Титуса Кроу» Брайан Ламли
- «Добыча» Мастертон
- «Святость Азедарака» Кларк Эштон Смит
- «Ветры Зарра» Ричард Тирни
- «Культ» Любко Дереш
- Александр Рудазов в своих книжных циклах «Архимаг» и «Яцхен» либо описывает и упоминает Йог-Сотота, либо напрямую вводит как действующее лицо. Йог-Сотот (у Рудазова используется произношение Йог-Сотхотх) выступает одним из архидемонов Лэнга, а также одним из фактических правителей тёмного мира.

## Вдохновение
Мифология Древнего Египта часто служит фоном для Лавкрафтовских ужасов, а также её использовал Эдгар По, последователем которого является сам Лавкрафт. Книга врат описывает, что существуют врата в «Иной мир», что охраняют божества. В литературе Древнего Египта описано, что в Мире грёз обитают демоны и злые духи, которые часто меняют свой облик. Такая форма обращение, как «Тот, кто заглянет в Прошлое», указывает на облик, в котором находится божество в данный момент — что характерно для религии Древнего Египта.  
В повести «Сомнамбулический поиск неведомого Кадата» мудрецы в Стране снов изображают рукой защитный «Знак Старших Богов», описывающий внешний вид богов, возможно, похожий на защитные знаки, что изображает божество Мин или другие магические знаки.  В рассказе «Ужас Данвича» Лавиния родила ребёнка от Йог-Сотота ночью во время ритуала — как и Великая жрица Хереду-Анх ночью в храме родила Имхотепа от его внеземного отца, — Ра.   
Лавкрафт собирался ввести такое обозначение как Йог-Сотерия (подобное эзотерия) — что говорит о планах на будущие произведения относительно Йог-Сотота, что остались незавершенными.  